# 키키 베르턴스
키키 베르턴스(네덜란드어: Kiki Bertens, 1991년 12월 10일~)는 네덜란드의 여자 프로 테니스 선수이다. 2016년 프랑스 오픈 여자 단식 4강에 들었으며 지금까지 WTA 투어 단식 2승, 복식 3승을 기록하고 있다. 현재까지의 WTA 랭킹 최고 기록은 단식 21위, 복식 36위이다.
베르턴스는 6세에 테니스를 시작하여 2009년에 프로로 전향하였다. 2012년 4월 모로코 페스 대회의 결승에서 라우라 포우스 티오를 세트 스코어 2:0(7-5, 6-0)으로 꺾고 WTA 투어 첫 우승을 차지했다. 4대 메이저 대회는 2012년 프랑스 오픈에서 처음 출전했으나 1라운드에서 크리스티나 맥헤일에 패했다. 윔블던에서는 19번 시드 루시 사파로바를 6-3, 6-0으로 꺾고 1회전을 통과하였다. 2014년 프랑스 오픈에서는 4회전에서 안드레아 페트코비치에 6-1, 2-6, 5-7로 패했다.
2016년 5월 뉘른베르크컵 결승에 진출하여 결승에서 마리아나 두케 마리뇨를 세트 스코어 2:0(6-2, 6-2)로 꺾고 WTA 투어 2승 째를 올렸다. 같은 해 프랑스 오픈에서는 1회전에서 3번 시드 안젤리크 케르버를 꺾고 메이저 대회 출전 사상 처음으로 8강에 진출하였고, 8강전에서 티메아 바신즈키를 7-5 6-2로 꺾고 4강에 진출했다. 준결승에서는 1번 시드의 세레나 윌리엄스에게 6-7, 4-6로 패했다. 같은 해 8월에는 리우 올림픽 여자 단식에 출전했지만 1회전에서 사라 에라니에 패하여 탈락하였다.